# Irving Taylor (hockey sur glace)
Pour les articles homonymes, voir Taylor.
Irving Carrie Taylor (né le 13 août 1919 à Ottawa, mort le 4 décembre 1991 dans la même ville) est un joueur canadien de hockey sur glace.

## Carrière
Irving Taylor apprend le hockey sur glace avec les juniors des Sénateurs d'Ottawa et Saint Malachys, où il est actif de 1936 à 1938. Il passe la saison 1938-1939 avec les Perth Blue Rings, équipe junior. Au niveau senior, il joue pour le Toronto RCAF, équipe de membres de l'Aviation royale canadienne, au cours de la saison 1940-1941. Pendant la Seconde Guerre mondiale, il sert dans l'Aviation royale canadienne, atteignant le grade de caporal. Il passe la saison 1944-1945 au dépôt d'équipement n°17 d'Ottawa avant d'apparaître sur la glace pour les Ottawa RCAF Flyers et les Arnprior Rams en 1945.
Après une pause d'un an du hockey sur glace, il rejoint à nouveau les Ottawa RCAF Flyers en 1946. D'un autre côté, il participe également à quelques matchs pour les Renfrew Lions, club de l'Upper Ottawa Valley Hockey League au cours de la saison 1946-1947.
En octobre 1947, l'Association canadienne de hockey amateur (ACHA) annonce que cette équipe basée à Ottawa serait l'équipe nationale aux Jeux olympiques d'hiver de 1948 à Saint-Moritz. À l'époque, l'ACHA avait des désaccords persistants avec la Fédération internationale de hockey sur glace et le Comité international olympique sur la définition d'un amateur, et l'équipe de l'ARC était un compromis pour répondre aux critères d'admissibilité des amateurs aux Jeux olympiques. Le vice-président de l'ACHA, Norman Dawe, et le secrétaire George Dudley, assurent la liaison avec le Comité olympique canadien et obtiennent l'approbation du choix.
Le Canada est champion olympique. En tant que joueur-entraîneur, Taylor n'a joué qu'un seul match au cours du tournoi, contre la Tchécoslovaquie (match nul sans but).